# كتاب آشلي للعقد
كتاب آشلي للعقد (بالإنجليزية: The Ashley Book of Knots) هي موسوعة عقد من تأليف ورسم الفنان الأمريكي كليفورد وارن آشلي. نُشرت أول مرة عام 1944 وهي نتاج ما يناهز الأحد عشر عاماً من العمل الذي بذله آشلي في البحث عن أنواع وأجناس وأصناف العقد بشتى أنواعها وتفرعاتها ومجالات استخداماتها. يحوي الكتاب بالضبط على 3854 إدخالاً مرقماً وما يقرب من نحو 7000 رسماً توضيحياً. تشمل الإدخالات على إرشادات ومعلومات حول استخدامات كل عقدة وبعض الإدخالات تشمل معلومات تاريخية وهي مرتبة حسب نوع استخدام العقد. ما يزال الكتاب أحد أهم وأكثر المراجع الشاملة عن العقد.